# تلویزیون اینتر
تلویزیون اینتر (به ایتالیایی: Inter TV) یک کانال مبتنی بر اشتراک است که به باشگاه فوتبال اینتر میلان ایتالیا اختصاص دارد. دفتر مرکزی آن در مرکز تمرینی اینتر در آپیانو جنتیله قرار دارد. این کانال، مصاحبه‌های منحصر به فرد با بازیکنان و کارکنان، مسابقات کامل از جمله تکرار همه بازی‌های سری آ، کوپاایتالیا و لیگ قهرمانان اروپا/لیگ اروپا و همچنین مسابقات قدیمی را پخش می‌کند. این شبکه علاوه بر مسابقات، اخبار باشگاه را نیز پوشش می‌دهد. تلویزیون اینتر اولین بار در تاریخ ۲۰ سپتامبر ۲۰۰۰ با نام اینتر چنل آغاز به کار کرد اما در تاریخ ۲۸ سپتامبر ۲۰۱۷ نام این شبکه به اینتر TV تغییر یافت.

## کارکنان[۳]
- روبرتو اسکارپینی
- لتیزیا گالوچی
- آلبرتو سانتی
- آمبرتو کابلا
- ایلاریا آلسو
- فدریکا میلیاواکا

## مهمانان دائم یا موقت
- ماریو کورسو
- اواریستو بکالوسی

## لوگوهای پیشین

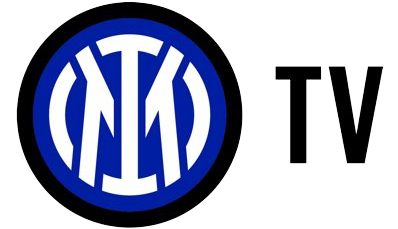
از ۳۰ مارس ۲۰۲۱ تاکنون
از ۲۸ سپتامبر ۲۰۱۷ تا ۳۰ مارس ۲۰۲۱
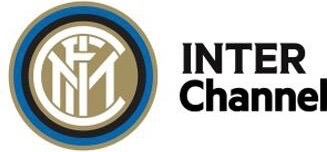
از ۷ ژوئیه ۲۰۱۴ تا ۲۸ سپتامبر ۲۰۱۷
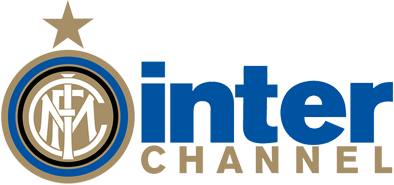
از سال ۲۰۰۷ تا ۷ ژوئیه ۲۰۱۴